# Amir Kumar
Amir Kumar   (Lahore, 10 d'agost de 1923 - Lucknow, 25 de gener de 1980) fou un jugador d'hoquei sobre herba indi que va competir durant les dècades de 1940 i 1950.
El 1948 va prendre part en els Jocs Olímpics d'Estiu de Londres, on guanyà la medalla d'or en la competició d'hoquei sobre herba. Vuit anys més tard, als Jocs de Melbourne, guanyà una nova medalla d'or en la competició d'hoquei sobre herba.